# Captain Video: Master of the Stratosphere
Captain Video: Master of the Stratosphere é um seriado estadunidense de 1951, gênero ficção científica, dirigido por Spencer Gordon Bennet e Wallace Grissell, em 15 capítulos, estrelado por Judd Holdren e Larry Stewart. Foi produzido e distribuído pela Columbia Pictures, e veiculou nos cinemas americanos a partir de 27 de dezembro de 1951.
Foi o 47º entre os 57 seriados produzidos pela Columbia Pictures, e foi o único baseado em uma série de televisão, Captain Video and His Video Rangers, que veiculou entre 1949 e 1955.

## Sinopse
Judd Holdren, em seu segundo papel na tela, interpreta o Capitão Vídeo, líder de um grupo de combatentes do crime conhecido como os Vídeo Rangers. Ele enfrenta uma ameaça interplanetária, como o ditador do planeta Atoma, Vultura (Gene Roth) e o seu lacaio, o cientista traidor terrestre Dr. Tobor (George Eldredge), que estão planejando conquistar a Terra.

## Elenco
- Judd Holdren … Capitão Vídeo
- Larry Stewart … Ranger
- George Eldredge … Dr. Tobor
- Gene Roth … Vultura
- Don C. Harvey … Gallagher
- Skelton Knaggs … Retner
- William Fawcett … Alpha
- Jack Ingram … Aker
- I. Stanford Jolley … Zorol
- Jimmy Stark … Ranger Rogers
- Rusty Wescoatt … Beal
- Zon Murray … Elko

## Produção

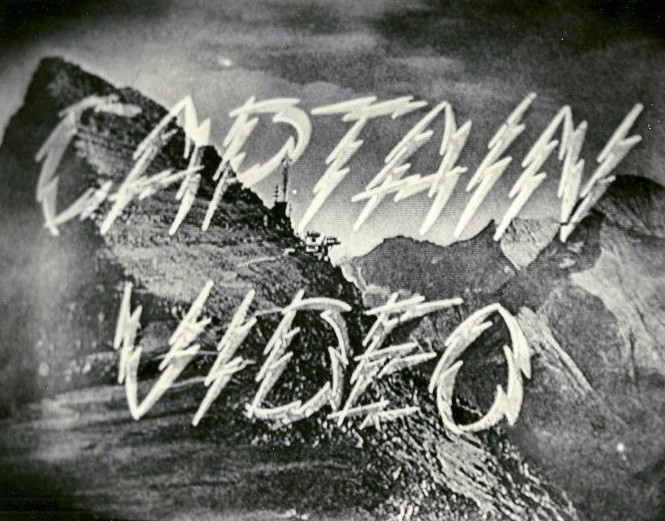
Título da série de televisão

Captain Video: Master of the Stratosphere foi, segundo Donald F. Glut, o único seriado adaptado de um programa de televisão.
Produzido por Sam Katzman, o seriado teve um orçamento de produção aparentemente não muito maior do que o orçamento da telessérie diária da DuMont Television Network.
Republic Pictures usou e reusou o mesmo roteiro básico em Radar Men from the Moon, Zombies of the Stratosphere e Commando Cody: Sky Marshal of the Universe em 1951 - 1953, e emprestou Holdren para os último dois seriados. Os capítulos de Capitão Vídeo são um pouco mais satisfatórios para os fãs de ficção científica, porque há um esforço para manter a ação interplanetária, ao invés da ação na terra. Capitão Vídeo e seu ajudante adolescente, Vídeo Ranger (Larry Stewart), devem fazer visitas frequentes a Atoma e outro planeta distante, Theros.
Ambos, Atoma e Theros, são representadas por locações em Bronson Canyon, então, para distinguir os dois, a filmagem em Atoma é tingida de rosa e a filmagem em Theros é tingida de verde nas impressões do lançamento original. As cenas colorizadas são processadas por Cinecolor.
Na telessérie do Capitão Video, "Tobor" é um grande robô, que se tornou um dos personagens mais populares da série.
Capitão Vídeo foi o segundo dos três seriados de ficção científica produzidos pela Columbia Pictures. O terceiro, The Lost Planet (1953), é considerado uma seqüência virtual, apesar dos nomes diferentes dos personagens. Os escravos do ditador extraterrestre Reckov (também Gene Roth), em The Lost Planet,  inexplicavelmente usam uniformes que se parecem com aqueles dos Vídeo Rangers de 1951. Em qualquer caso, o herói de The Lost Planet é um repórter de jornal chamado Rex Barrow, também interpretado por Judd Holdren. Como no seriado do Capitão Vídeo , existe também um cientista do mal da Terra, Dr. Grood (Michael Fox), em comparação com a Reckov de The Lost Planet.

## Lançamento

### Cinema
Captain Video: Master of the Stratosphere fez muito sucesso quando foi lançado nos cinemas, e se manteve em cartaz por mais tempo do que os demais seriados. Ele foi um dos únicos dois seriados da Columbia relançados três vezes (em 1958, 1960 e 1963).

## Crítica
Harmon e Glut descrevem este seriado como um "cliffhanger espacial bastante malfeito, de baixo orçamento".

## Gadgets
O seriado inclui várias geringonças (“gadgets”) da ficção científica da época. O Opticon Scillometer foi usado para olhar através das paredes. Os objetos foram feitos para desaparecer com a Isotropic Radiation Curtain. A Mu-ray Câmera poderia fotografar imagens persistentes mesmo após o evento. Loucura temporária poderia ser causada com a Psychosomatic Weapon. Uma variação de Radar foi intitulada Radionic Directional Beam and the Radionic Guide.

## Capítulos
1. Journey into Space
2. Menace of Atoma
3. Captain Video's Peril
4. Entombed in Ice
5. Flames of Atoma
6. Astray in the Stratosphere
7. Blasted by the Atomic Eye
8. Invisible Menace
9. Video Springs a Trap
10. Menace of the Mystery Metal
11. Weapon of Destruction
12. Robot Rocket
13. Mystery of Station X
14. Vengeance of Vultura
15. Video vs. Vultura

Fonte: